# Trigonotis formosana
Trigonotis formosana là loài thực vật có hoa trong họ Mồ hôi. Loài này được Hayata miêu tả khoa học đầu tiên năm 1908.